# Бистра (Брезно)
Бистра (слч. Bystrá) насељено је мјесто са административним статусом сеоске општине (слч. obec) у округу Брезно, у Банскобистричком крају, Словачка Република.

## Становништво
| Година:    | 1994. | 2004.    | 2014.  | 2024.    |
| ---------- | ----- | -------- | ------ | -------- |
| Број људи: | 231   | 200      | 193    | 152      |
| Разлика:   |       | -13,41 % | -3,5 % | -21,24 % |

| Година:    | 2023. | 2024.   |
| ---------- | ----- | ------- |
| Број људи: | 148   | 152     |
| Разлика:   |       | +2,70 % |

Према подацима о броју становника из 2011. године насеље је имало 194 становника.